# Grenslandhallen
La Grenslandhallen se localiza en Hasselt, Bélgica, y se trata de uno de los mayores complejos de eventos en el BENELUX. Las primeras salas se construyeron en 1983, en el año 2002 una de las primeras salas se  transformó en un teatro de congresos para musicales, conciertos para hasta 5000 personas. En 2004, el complejo fue ampliado con la "Ethias Arena", el pabellón más grande de Bélgica, con capacidad para recibir a más de 21.000 personas. Todo el complejo tiene ahora una superficie de casi 35.000 metros cuadrados. El Grenslandhallen incluye salas de 400 metros cuadrados hasta de más de 13.000 metros cuadrados.